# Nanomedicina
Nanomedicina je v splošnem uporaba nanotehnologije v medicinske namene in obsega uporabo materialov ter naprav v nanomerilu za diagnosticiranje, preprečevanje in zdravljenje bolezni. Zajema vse od izboljšave stabilnosti in topnosti zdravilnih učinkovin do ciljane dostave učinkovin ter diagnosticiranja in vivo. Trenutni problem za nanomedicino predstavlja razumevanje strupenosti in vpliva na okolje materialov v nanomerilu.
Naslednja cilja raziskav v nanomedicini so nevroelektronski vmesniki, biosenzorji in druge podobne naprave ter razvoj molekularne nanotehnologije, kot so t. i. »stroji za popravljanje celic« oz. nanoroboti.

## Nanozdravila
Prvi nanotehnološki izdelki so že v redni klinični uporabi in v Evropski uniji in/ali ZDA je registriranih že več kot trideset t. i. nanozdravil. Ta vsebujejo liposome, nanodelce, nanokristale in polimerne terapevtike, namenjene zdravljenju težkih okužb in novotvorb ter zaviranju ali spodbujanju imunskega odziva (imunomodulatorji). Na področju nanozdravil je bilo narejenih največ novosti in raziskav pri diagnosticiranju in zdravljenju raka. Velik napredek je učinkovita dostava učinkovin v možgane, pri čemer omogoča ustrezna sestava nanodelca prehod krvno-možganske pregrade tudi učinkovinam, ki sicer same te sposobnosti nimajo. V zadnjem času poteka tudi razvoj nekaterih nanozdravil za bolezni tretjega sveta, npr. malarije, tuberkuloze in okužbe z virusom HIV. Kot nov pristop pa se nanotehnologija uveljavlja tudi pri iskanju rešitev  v boju proti odpornosti bakterij na antibiotike.

### Prednosti
Prednosti nanozdravil pred klasičnimi oblikami so:
- Povečana topnost in biološka uporabnost ob zmanjšani pogostnosti neželenih učinkov – številne učinkovine so slabo topne in imajo zato nizko biološko uporabnost; pri pretvorbi učinkovine v nanodelec se njena velikost bistveno zmanjša, s tem se pa poveča stična površina učinkovine s topilom in s tem topnost.
- Enak terapevtski učinek pri nižjem odmerku zdravila – zaradi izredne majhnosti in velike specifične površine nanodelci zelo intenzivno vstopajo v interakcije z biološkimi sistemi.
- Podaljšan razpolovni čas učinkovine in posledično manjše število odmerkov – običajne učinkovine se po vstopu v krvni obtok bodisi hitro izločijo skozi ledvice ali pa se vežejo na plazemske beljakovine in razgradijo v jetrih. Učinkovine, vgrajene v nosilno ogrodje nanodelca so delno zaščitene pred encimsko razgradnjo, prav tako se upočasni njeno izločanje skozi ledvice, saj so nanodelci bistveno večji v primerjavi s prosto molekulo učinkovine.
- Velika prodornost in zmožnost ciljanja v težko dostopna tarčna mesta.

### Tveganja
Poleg prednosti predstavljajo nanozdravila tudi tveganja, saj lahko zaradi svojstvenih lastnosti neželeno vplivajo na kakovost in varnost tovrstnih zdravil. O toksičnosti nanomaterialov ni mogoče sklepati na osnovi istih snovi, ki niso v nanotehnološki obliki. Kljub temu, da izražajo nanomateriali povsem svoje in edinstvene lastnosti, še doslej ni bilo izvedenih dovolj študij njihove toksičnosti.